# Джъстин Джоли
Джъстин Джоли (на английски: Justine Joli) е американска порнографска актриса и еротичен модел.
Родена е на 16 юли 1980 г. в Сейнт Луис, щата Мисури, САЩ.

## Кариера
Дебютира като актриса в порнографската индустрия през 2000 г., когато е на 20-годишна възраст. В началото на кариерата си снима фотосесии за списанията „Пентхаус“ и „Хъслър“.

## Награди и номинации
Носителка на награди
- 2007: Пентхаус любимка за месец септември.[5]

Номинации
- 2008: Номинация за AVN награда за най-добра соло секс сцена – „Corrupted by Justine Joli“.[6]
- 2008: Номинация за AVN награда за най-добра секс сцена само с момичета (видео) – „Джанин обича Джена“ (с Джена Джеймисън и Джанин Линдемълдър).[6]
- 2012: Номинация за AVN награда за най-добра соло секс сцена.[7]